# 氫能委員會
氫能委員會（英語：Hydrogen Council）是由92家領先的能源、運輸、工業和投資公司執行的全球CEO領導的計劃，對發展氫經濟具有統一的長期願景。 氫能委員會的主要目標是：加快對氫和燃料電池行業的開發和商業化的大量投資，鼓勵主要利益相關者增加對氫的支持，作為未來能源結構的一部分。